# Ermes Bentivoglio
Pour les articles homonymes, voir Bentivoglio (homonymie).
Ermes Bentivoglio  (Bologne, 1475 –  1513) est un noble italien  de l'aristocratie bolonaise qui fut  condottiere de la fin du  XVe et du début du  XVIe siècle.

## Biographie
Ermes Bentivoglio est le fils de Giovanni II Bentivoglio, gonfalonier de Bologne et de Ginevra Sforza, fille du seigneur de Pesaro Alessandro Sforza.
En 1492 il est adoubé chevalier par Hercule Ier d'Este et entre au service du duc de Ferrare. En 1498 en compagnie de son père et de ses frères il est nommé « palatin de l'Empereur » Maximilien Ier du Saint-Empire.
Comme condottiere, il a assisté son frère aîné Annibale II.
En 1501 sur ordre de sa mère Ginevra il fait tuer des membres de la famille Marescotti, famille rivale des Bentivoglio et organisatrice d'un complot afin de les remettre à César Borgia.
En décembre 1504 il épouse Iacopa Orsini, fille de Giulio Orsini.
En  1506 le pape Jules II ordonne aux Bentivoglio de quitter Bologne. Ermes et son frère Annibale se réfugient à Ferrare puis à Mantoue afin d'échapper à la capture car le pape avait mis leur tête à prix. Néanmoins les deux frères cherchent à récupérer Bologne et y parviennent en 1511 grâce à l'aide des troupes françaises. Annibale II redevient ainsi seigneur de Bologne jusqu'en 1512, car dès le retrait des troupes françaises, la révolte du peuple provoque le départ définitif des Bentivoglio en faveur de l'autorité papale.
Les circonstances de la mort de Ermes Bentivoglio ne sont pas claires :
- Il aurait été tué en 1513 par Prospero Colonna lors de la bataille de Olmo, près de Venise.
- D'autres sources font état de sa mort, noyé dans le Bacchiglione pendant la retraite pendant la bataille de Creazzo contre les troupes espagnoles[2].

Ermes Bentivoglio est représenté avec les autres membres de sa famille sur le retable de Lorenzo Costa.